# Худайбердієв Розикули
Розикули Худайбердієв (1936, тепер Лебапський велаят, Туркменістан — ?) — радянський туркменський діяч, 1-й секретар Чарджоуського обласного комітету КП Туркменії. Депутат Верховної ради Туркменської РСР 8—9-го скликань. Депутат Верховної ради СРСР 10—11-го скликань. Кандидат технічних наук.

## Життєпис
Закінчив Туркменський сільськогосподарський інститут.
У 1959—1962 роках — інженер, заступник голови колгоспу в Туркменській РСР.
Член КПРС з 1961 року.
У 1962—1968 роках — головний інженер, керуючий Чарджоуського районного сільськогосподарського об'єднання «Туркменсільгосптехніка».
У 1968—1970 роках — 2-й секретар Чарджоуського районного комітету КП Туркменії.
У 1970—1977 роках — 1-й секретар Чарджоуського районного комітету КП Туркменії.
У 1977 — грудні 1987 року — 1-й секретар Чарджоуського обласного комітету КП Туркменії.
Подальша доля невідома.

## Нагороди
- орден Жовтневої Революції (1973)
- три ордени Трудового Червоного Прапора (1965, 1976, 1981)
- орден Дружби народів (1986)
- медалі